# Algarrobo (Colombia)
Algarrobo è un comune della Colombia facente parte del dipartimento di Magdalena.
Il centro abitato venne fondato da José Felipe Oñate nel 1895, mentre l'istituzione del comune è del 24 giugno 1999.